# エスプリト
『エスプリト』 (ESPRIT) は、筒井大志による日本の漫画作品。『月刊コミックブレイド』（マッグガーデン）にて2008年11月号より2011年4月号まで連載された。なお、作者の後の作品である『ぼくたちは勉強ができない』に本作が小説という形で劇中劇として登場している。

## ストーリー
世界中に点在している様々な文化をもった島「ホーム」。その内「完全未開拓」であるホームに住んでいた少女・みおは、海の向こうからやってきた航務員・サラと出会い、今まで知らなかった外の世界に興味を持ち、色々なものを見て回るため、航務員になることを決意する。

## 登場人物

### 主要登場人物
みお=ルナカンタ
- 誕生日：3月30日
- 血液型：O型
- 出身地：ウッドツリー=ホーム
- 苦手なもの：勉強、お化け（ただし、お化けの基準は「足があるかないか」）

主人公。天真爛漫で、いつでも明るく元気な少女。一人称は「あたし」。語尾は「~のだ」。島から外に出たことがなく、外の世界のさまざまなことに興味を持っており、世界を見て回るため航務員養成学校に入学した。1度決めたら、死んでもやり通そうとする信念の持ち主。その好奇心、行動力は常軌を逸しており、あらゆるもの（現地の住人）に目を輝かせ、仲間が忠告する手前に既に行動に移っているほど。ジンクスはまだ会得していないが、壁を垂直に走るなど、人間離れした運動能力を持つ。動き安いためか、ノースリーブにミニスカートと露出が高い服装をしている。
その正体は人間ではなく、レキのジンクス「胡蝶之夢」によって「レキとりおとの間に生まれるはずだった子ども」という夢が実体化した存在。終盤でそのことに葛藤したが、ニルヴァーナを倒してレキに諭された後日、航務員の一員としての生活を満喫している。
カージュ=ケイス
- 誕生日：8月5日
- 血液型：AB型
- 出身地：学術連盟都市ヴィッセンシャフト
- 苦手なもの：物の価値がわからない人間

みお達がヴィッセンシャフトで出会った、ロジ教授に従事する研究生。しかしその本性は自分の欲しいと思ったものを何としても欲しようとする異常なコレクター。一人称は「僕」。自身のジンクス能力『自家薬籠中物』で、気に入ったものを箱の中に閉じ込めて収集しており、彼の両親もすでに白骨化した状態で箱に入っている。
以前から欲していたミーム司教を箱に閉じ込める際、たまたま近くにいたリッカごと箱に収集する。その後、偶然出会ったみおに一目惚れに近い収集欲を感じ、自身の箱に収集しようとする。が、リッカ閉じ込められる直前に残したメッセージからカージュが犯人だと分かったドルチェの妨害に会い、戦い自体は優勢に進めるものの、その途中に割り込んだみおが、カージュの「収集」の信念を上回る「リッカを助けたい」という信念でジンクスを打ち破り、そのままみおに殴り飛ばされ敗北する。その後、自分のジンクスを初めて打ち破ったみおに恋心を抱き、外海調査団の船に密航する。
外海に入ってしばらくは表に出なかったが、“「姿」と「心」を残す島”でのブラッディーノたちの襲撃により、危機に陥ったみおを助ける形で再登場する。再登場してからは恋する心からか、「みお=ルナカンタを危険にさらしたくない男心を察して貰いたいね。」とドルチェに言ったり、ふざけてみおに跳び付いてきたエイジに銃を向けたりするなど、以前よりも感情豊かになっている。
終盤で箱に潜み、ニルヴァーナ一味に拉致されたみおに同行。ブラッディーノとアルキミスタを撃破するも、後者を倒した隙をつかれてクラストロの不意打ちで致命傷を負う。その後、みおに自分の死に様を見せないよう彼女が航務員メンバーと合流した後別れ、ドルチェとともに最期の気力でクレアトの残骸の相手をしたあと、彼女の目の前で力尽きて死亡した。しかしみおはカージュの死を認識していたようで、彼の魂に「約束の地」への案内を任せている。
リッカ=シーエンス
- 誕生日：5月6日
- 血液型：B型
- 出身地：ノルマンディ=ホーム
- 苦手なもの：ドルチェ=ハーゲン

サラを慕う航務員養成学校生徒で眼鏡っ子。一人称は「わたし」。寮ではみおとルームメイト。サラの恋の相手がみおであると勘違いしており、敵意を向けている。対象物を一瞬で描き上げる、超速画の特技を持つ。

「自分の画力で描いた物が実体化しないはずがない」という信念の持ち主。ジンクス能力は『画竜点睛』（がりょうてんせい）。リッカが紙に描いた物は実体化し、その性能はアニメーション枚数に比例する。また建物サイズの大きさも実体化可能。後半でヤンの裏切りにより利き腕を切断されるが、最終話の未来では義手をあてて活動していた。
エイジ=セプテット
- 誕生日：1月17日
- 血液型：O型
- 出身地：ビジネス=セントレア=ホーム
- 苦手なもの：リッカ=シーエンス

グリフに師事する航務員養成学校生徒で、女好きのお調子者。一人称は「オイラ」。みおもその対象だが、単純な彼女には相手にされない。
「自分が外にいるとき、天気は自分の思った通りになる」という信念の持ち主。ジンクス能力は『夏日和人心』（なつのひよりとひとごころ）。天気を自在に操ることができる。一見すると戦闘でも役に立たないジンクスだが、この特性から終盤で意外な活躍をする。
ドルチェ=ハーゲン
- 誕生日：2月15日
- 血液型：B型
- 出身地：ノルマンディ=ホーム
- 苦手なもの：イケメン、カージュ

ガリオレに師事する航務員養成学校生徒で、リッカの幼馴染の金髪女子。一人称は「ウチ」。みおからは当初は「ドルチェ」と呼ばれていたが、後に親しみを込めたジンクス名を因んで「ドハッちゃん」と呼ばれている。願掛けとして髪を伸ばしており、生まれてから一度も散髪した事が無い。故に自分の髪への思いは並外れており、少しでも髪を傷つけられると即激怒し非常に冷徹になる。ちなみに願掛けの内容は「素敵なお嫁さん」になる事。ジンクス能力は『怒髪衝天』（どはつしょうてん）。自分の髪を自在に操り攻撃や移動に使用する。長さも自由に変えられる。
サラ=リサティ
- 誕生日：6月25日
- 血液型：A型
- 出身地：コペルカーム=ホーム
- 苦手なもの：除草剤

みおを外の世界に連れ出した航務員。一人称は「私」。18歳の時に書いた論文が認められ、学生の身分で航務員協会本部に専門の研究室を与えられた秀才。一見しっかり者に見えるが、かなり破天荒な性格。みおの育ての親、レキに一目惚れしている。

「植物に愛情を持って接していれば、いつか植物と心を通わすことができる」という信念の持ち主。ジンクス能力は『朝顔花一時』（あさがおのはなひととき）。植物を自在に操ることができる。また起爆剤の成分を含めた花粉を持つ花でグリフの火力を増強させたり、ガリレオの『以心伝心』との連系で暴走した生物の精神レベルにシンクロして浄化させたりと、仲間内でのコンビネーションで真価を発揮することが多い。
ヤン=バルクイナ
- 誕生日：6月10日
- 血液型：AB型
- 出身地：加羅耶
- 苦手なもの：無駄な時間を過ごす事

航務員兼航務員養成学校の先生。一人称は「僕」。数少ない航務員の中でも、特に優秀な力を持つと言われている。基本的に穏やかで心優しい細目の好青年。尚且つ頭脳も運動神経も優秀。
実は短命という宿命を背負ったバルクイナ家の生まれであるため、「永遠の命（不老不死）」を密かに欲していた。ニルヴァーナ一派の出現でその可能性を見出した彼は、リッカの利き腕を切断、一味に寝返る。
終盤でグリフと因縁の対決を展開。当初は自分のジンクスで圧倒していたもののグリフの言葉に「仲間としてともに歩んできた=同じ時間を過ごしていた」という迷いにジンクスが弱体化して敗北。グリフに謝罪とともに「こんな私でも、生まれ変わったらまた会ったら友達になってくれますか?」という言葉を投げかけた後、崖下に投身した（墓標が儲けられたが亡骸は見つかっていない）。
グリフ=ハング
- 誕生日：5月28日
- 血液型：O型
- 出身地：ラテライト=ホーム
- 苦手なもの：ヤン=バルクイナ

航務員。以前から出来の良くて女にモテるヤンをライバル視しており、何かと突っかかる。一人称は「俺様」。軽い性格のエイジの師とは思えぬ熱血漢。単純な性格で、物語前半では後先考えない行動が騒動の原因となり、みおと破天荒な行動して揃ってお咎めを受けたりと、よくトラブルを引き起こす。「漢（おとこ）は熱く燃えてこそ価値がある」という信念の持ち主。ジンクス能力は『星火燎原』（せいかりょうげん）。自分の体から出した炎を操る。バンダナがトレードマークだったが、教師となった最終話では外している。
ガリオレ=ガリーレ
- 誕生日：2月15日
- 血液型：不明
- 出身地：ファスナー
- 苦手なもの：年頃の娘の扱い

航務員。ファスナー族という人間ではない種族で、全身が羽毛に覆われた巨大な鳥のぬいぐるみのような外見。一人称は「我輩」。メガネをかけており、口調や性格はとても穏やかで理知的。「外海」調査団のメンバー。ジンクス能力は『以心伝心』（いしんでんしん）。幼少期から所有しているぬいぐるみを、自分の分身のように感じるほどに愛着が沸いた事で目覚めた能力。そのぬいぐるみと自分の意識を共有できる。故に他人に持たせれば別々に行動していても意思疎通が可能。

### 航務員協会
ロッテ=シトルライン
- 誕生日：6月1日
- 血液型：AB型
- 出身地：外海のとあるホーム（レキと同じ出身）
- 苦手なもの：ない（と本人は言っている）

航務員協会理事長。外見は幼女だが、大人びた（というより老人のような）言葉遣いをする。一人称は「儂」。「食」が生み出すエネルギーの可能性を固く信じており、登場するコマ全てで必ず何かしら食べている。ジンクス能力は『満漢全席』（まんかんぜんせき）。食事で体内に摂取したエネルギーを別のエネルギー（光、電気、熱など）に変換して自在に操ることができる。
その正体はルナカンタ号の乗員「ロッテ=ルナカンタ」。「創造主」によって不老不死の肉体を与えられた3人のうちの1人で、当時から姿が変わっていない。
ザクラ
航務員兼航務員養成学校の先生。第1話では強面の横暴な航務員として登場するが、それは演技で、本来は顔に似合わず心優しい性格。一人称は「俺」。自分の鍛え抜かれた肉体に絶対の自信を持っている。ジンクス能力は『石部金吉鉄兜』（いしべきんきちかなかぶと）。自分の肉体を鉄の様に硬くすることができる。
ミント
航務員養成学校の先生。一人称は「私」。魔法具の授業を担当しているグラマーな女性。
サラ=リサティ
航務員。
ヤン=バルクイナ
航務員兼航務員養成学校の先生。上記を参照。
グリフ=ハング
航務員。上記を参照。
ガリオレ=ガリーレ
航務員。上記を参照。

### ニルヴァーナの一味
ニルヴァーナ
- 誕生日：4月5日
- 血液型：B型
- 出身地：？？？（おそらく外海）
- 苦手なもの：りお=ルナカンタ

一味を統べる青年。自身のジンクスによる無類の強さと、ジンクスの性能を維持させるために同胞たちのメンタルを扱いこなすカリスマ性を持つ。一人称は「俺」。かつてルナカンタ号の乗員のひとりであり、創造主の力を求めてクルーを犠牲に領域を訪れ、不老不死となった。
ベルタ=マリアルド
- 誕生日：3月5日
- 血液型：A型
- 出身地：ラプンツェル（消失）
- 苦手なもの：ゴキブリ

ニルヴァーナの側近の妖艶な女性。ニルヴァーナに惚れており、彼の言葉には従順。一人称は「私(わたくし)」。よくニルに口説かれている。自分の姿を見たもののジンクスを無効化するジンクス『閉月羞花』を持つが、純粋な戦闘力でも女性とは思えないほど高い。終盤で「約束の地」へ赴くニルヴァーナに必要な通行証となる「命の灯」になるため、彼に言われるがまま殺害された。
ブラッティーノ
シルクハットをした小柄の男。一人称は「オレ」。自尊心が強く、一味の中ではニルヴァーナに対しても横暴な態度を取っていた（彼のジンクスを安定させるため、ニルヴァーナ自身も従っていた）。一味の中で、みおたちと最初に対峙し、手にした杖で相手を操るジンクス『活殺自在』で大量の死体をゾンビ兵として操りオルコとともに襲撃する。自分に反抗したサラにジンクスを与えて操ろうとするが、彼女のジンクスが植物を操ることだと気づかず、不意打ちで反撃され、さらにリッカのジンクスで吹き飛ばされて敗北。その後、クラストロたちが捕獲したみおの前に独断で侵入し、腹いせに彼女を操って辱めようとしたが、密かに同行していたカージュに射殺された。
オルコ
顔を包帯で巻いたノッポな男。人格破綻者で物や人を壊すことに快楽を持つ、自身も攻撃を受けると喜ぶ危ない性格。顔の包帯は、自分の素顔を見られないようにする枷で、素顔が露になるとジンクス『百鬼夜行』で巨大な鬼となり、さらに凶暴になる。みお＆ドルチェとの戦闘中に包帯が取れたことで鬼化して襲うも、カージュの妨害にあい失敗。3人の共同戦線で敗北した。
アルキミスタ
「偉大な彫刻家」を自称するナルシストの中年。一人称は「ボク」。理知的に見えるが、実際は名も無い三流の芸術家で、本性は「他者の素晴らしい作品を認めたくない」という異常な嫉妬深さを持つ。終盤で、ニルヴァーナから「みおが（レキのジンクスで）精巧に作られた作品」と嗾けられ、彼女を亡き者にしようと襲撃。不死身の「クレアト」を生み出して前線に出るも、カージュが捨て駒として箱からばら撒いた大量の芸術品を見せ付けられて錯乱、隙をつかれて倒された。死に際にみおの正体を彼女に明かし、自分より優れた作品などないと恨み言を口にしながら死亡。
クレアト
アルキミスタが「生きた人間」を素材に作り上げた巨大なモンスター。無数の赤子が寄せ集まった土人形で、その巨体から繰り出す圧倒的な破壊力を持つ。またアルキミスタ曰く「生命力の塊」で、いかなる攻撃を加えても瞬時に再生する。アルキミスタが死亡した後に暴走するが、ガリレオの力で心をリンクさせたサラに元となった人間たちの怨念が浄化されたことで本体が消滅した。残った無数の肉片も、カージュとドルチェにより一掃された。
クラストロ
肥満体に、丸いサングラスをした「オタク」の雰囲気を持つ男。一人称は「オレ」。生まれてから一度も部屋の外に出たことがないため、「密室同士なら瞬間移動できる」というジンクスを発現させている。一方で外気に対して過剰な恐怖心を持っており、密室を破壊されるとパニックに陥る。カージュに密室を壊された逆恨みから、アルキミスタを倒した彼の油断を利用して致命傷を負わすことに成功する。しかしそれに逆上したみおの猛攻を抵抗もできずに受けて逃亡を図るも、主を失って暴走したアルキミスタのクレアトに喰われて死亡した。
ラーマ
獲物を持った好戦的な少年。戦えば戦うほど疲労するどころか身体能力が向上する規格外なスペックを持つ。一人称は「ボク」。それもそのはずで、本体は彼の持つ妖刀であり、ラーマという肉体はすでに死亡していた。協会を襲撃した際に激しい交戦で持ち主も朽ち果て本体を露出。次の持ち主を得ようとするも、ザクラの「防御」によるカウンターを受け、その理屈を納得できないまま自壊した。
フォン=ディーナ
フーセンガムを口にしている女。一人称は「オレ」。どのような死角にいた標的にも必中の弾を撃ち出すジンクス『百発百中』を使う。協会を襲撃した際に、その能力で協会の警備を混乱に陥れるが、居場所を見つけたミントと交戦。彼女の身代わりや透明化という幻惑に翻弄され、少しの間愛銃から離れていた隙に細工を施され、それに気づかずに暴発して敗北。
ヤン=バルクイナ
主要登場人物を参照。

### その他の登場人物

#### ルナカンタ号関係者
レキ=ルナカンタ
- 誕生日：3月18日
- 血液型：O型
- 出身地：外海のとあるホーム
- 苦手なもの：りおの小言

みおの育ての親。メガネをかけたイケメン。一人称は「俺」。ロッテと面識があるようだが詳しいことはわかっていない。基本的にいつも寝てばかりだが、みお以上の身体能力を持ち、彼女を軽くあしらっている。
実は「ルナカンタ号事件」により不老不死となった3人のうちの1人。最終話でニルヴァーナを倒してもなお崩壊する世界を維持させるために、自分が次の「神」になる道を選択。みおに言葉を紡いで、消滅した。
りお=ルナカンタ
ルナカンタ号に乗船していた女性。一人称は「あたし」。「約束の地」へ独断で舵を取ろうとするニルヴァーナに文句を言ってとき、大破した船の木材が体に突き刺さり死亡。レキが「彼女との間に生まれるはずだった子ども」として認識したのがみおであり、血が繋がっていなくとも、みおにとっては母親に当たる存在。
ロッテ=ルナカンタ
上記（ロッテ=シトルライン）を参照。
ニルヴァーナ
上記を参照。
創造主
「約束の地」に存在する「エリュシオン教」の巨大な女神。一人称は「僕」。今まで過ごしていた長い時間に退屈しており、自分の元へたどり着いたルナカンタ号の生き残りの3人に、一興として不老不死の力を与えた。

#### マーメイ・シスターズ
恋に破れた人魚たちの集団。人魚は人間に恋した時、秘薬によって一時的に人間の姿を手に入れることができ、その期間内に恋を成就させれば完全な人間の姿を手に入れることができるが、その恋が実らなかったときは副作用によって「男と目が合うと魚の姿になる」という体質になる（ただしその後のキリエ等の例を見る限り、もう一度恋を成就させればその副作用は解ける模様）。そのため、失恋した人魚たちは同じ境遇のもの同士で一緒に集団を作って暮すようになる。
カナリ=オ=シャンブルー
マーメイ・シスターズのリーダー的存在の人魚。一人称は「私」。自称『空気の読める人魚』。しかし早とちりしてばかりで、たいてい見当違い。みおのことをリッカの恋敵と勘違いし、みおと対峙した。必殺技は『マーメイ☆タイフーン』。
他人の恋事を積極的に応援したりするが、それは恋敵が現れた時、想いを告げられずに身を引いた自身の未練からである。が、みおとの一件後、「かなう」「かなわない」に関係なく、自分の想いを伝えることが大事ではないかと考えなおし、もう一度初恋の人に会いに行くことを決める。ちなみにその初恋の男の子と恋敵（？）の少女は、二人とも突然いなくなったカナリのことをとても心配しており、再会した際、「もうどこにも行くなよな」と声をかけている。（ちなみに2人は副作用で魚の姿になっていたカナリをちゃんと認識しており、2人にとってカナリは大切な存在である模様。）
キリエ
マーメイ・シスターズの人魚。一人称は「私」。刃物のような形状の腕を持ちヤンと対峙するものの、その戦闘の中で初めて自分を女性扱いしてくれたヤンに恋をしてしまう。自分に自信がなかったため諦めようとしたが、トトの励ましもあり、自身の気持ちをヤンに伝えようと決心し、冒険に出かける。ちなみに再登場したときはトトが「誰ーッ!?」と思うほどの美人に変わっていた。（作者いわく「恋は乙女を美しくする」とのこと）
ヤンを求めて単行本裏の漫画で恋の冒険に乗り出し、途中ヴェクア海賊団の2人の協力もあり、遂に「約束の地」での最終決戦後海へ消えたヤンを救う形で再会する。そして念願かなってヤンと結ばれる。
トト
マーメイ・シスターズの人魚。一人称は「ワタシ」。人魚たちの中で取り分け鍛えられた筋肉を持っており、グリフと対峙した。

#### ヴェクア海賊団⇒キリエ団
ダージリン=ヴェクア
海賊。ファニィとは恋人同士。「～じゃん。」が口癖。一人称は「オレ」。幼少期から愛用している釣竿の御竿（みさお）を自由に操り、対象物を捕らえて離さないというジンクス能力『天地一竿』（てんちひとさお）を持つ。
外海調査団を追うみお達を襲撃し、最初は優位に立ったが、グリフの炎で釣り糸を焼き切られてジンクスを使えなくされてから殴り飛ばされる。
その後、ヤンを探して旅していた恋する人魚キリエを釣り上げた際、その事情を聴いて一緒に探す手伝いをする。
ファニィ=カプレ
女海賊。ダージリンとは恋人同士。一人称は「アタシ」。対峙している相手に質問をすると、相手の目や筋肉の動きから質問の答えを読み取るというジンクス能力『傍目八目』（おかめはちもく）を持つ。直接的な攻撃はできない能力なので、戦う時は剣を使う。
みお達を襲撃して最初は優位に立ったが、二人同時に相手をしてはジンクスを使えないという弱点を突かれて、みおに殴り飛ばされる。
その後、ヤンを探していたキリエの事情を聴き、ダージリンと共にキリエの恋に協力する。
キリエ
人魚。マーメイ・シスターズの項を参照。

### 各ホーム

#### ベルベット=ホーム
先発した外海調査団を追っかけている途中でみお達が立ち寄ったホーム。土地がやせているため、住民は毎日生きることに必死であり、それゆえにエリュシオン信仰が根強いホーム。
ラン=ムセン

マイ=ムセン

#### 学術連盟都市ヴィッセンシャフト
カージュ=ケイス

ロジ=アキア

サム=クァンスー

### 外海
ウキハ

ヒメカ

長

ニス=ウレッド

## ジンクス
人の「信念」が極限にまで強くなることで目覚める特殊能力で、この話の特徴的な力。当然、ジンクスの元となる信念は人それぞれなので、能力は勿論、覚醒するきっかけも十人十色で自身で見つけなければならない。航務員はこれが使えて一人前。
人の「信念」による特殊能力ゆえ、その強さは「心」の強さに左右される。ジンクス能力者同士の戦いは、己の「信念」をかけた争いだといえる。
なお、ジンクスの名前はすべて四字熟語やことわざから。

### 作中登場ジンクス
図南鵬翼（となんほうよく）
最終決戦で遂にみおが発現させたジンクス。「人間の限界なんてものは結局本人の心次第」「一度決めたことは死んでも成し遂げる」とレキから教え継がれた信念から発現したジンクスで、本人の強い信念に自分を信じる他者の思いを上乗せし、あらゆる物理法則に働く力へと変えるという、「信念の力＝ジンクス」を体現したような能力。反面、自分の力や存在に自信がなくなってしまうと、著しく能力が落ちてしまう。
自家薬籠中物（じかやくろうちゅうのもの）
カージュのジンクス。両親からプレゼントされたただの箱を、両親の言葉から「何でも入る魔法の箱」と信じたことから発現したジンクスで、箱に触れたものを何でも自由に出し入れすることができる。あくまでカージュのジンクスなので、カージュが箱に触れていなければ発動しない。またこの箱は非常に頑丈で、あらゆる衝撃に耐えうることができる。カージュ自身も箱に入るという防御としても扱えるが、この時は「中から外に出す」ことはできても「中へ引き込む」ことはできない。
画竜点睛（がりょうてんせい）
リッカのジンクス。「自分の画力で書いたものが実体化しないはずがない」という信念から発現したジンクスで、紙に書いたものを実体化することができる。またその性能は、アニメーションの枚数に比例する。紙の消費量と紙が水に濡れることが弱点。
夏日和人心（なつのひよりとひとごころ）
エイジのジンクス。「自分が外にいるとき、天気は自分の思い通りになる」という信念から発現したジンクスで、天候を思い通りに変化させることができる。
怒髪衝天（どはつしょうてん）
ドルチェのジンクス。「『髪』には『神』が宿っていて、常に自分を守ってくれている」という信念から発現したジンクスで、自在に髪を操ることができる。本来ならジンクスは「髪が切れる=守る神がいない」状態になると弱体化するはずだが、逆にドルチェが逆上して奮起することでデメリットを補っている。
朝顔花一時（あさがおのはなひととき）
サラのジンクス。「植物に愛情を持って接していれば、いつか植物と心を通わすことができる」という信念から発現したジンクスで、サラが強く心を通わせている種類の植物を自在に操ることができる。その力から、別名「共生の能力」と呼ばれる。
明鏡止水（めいきょうしすい）
ヤンのジンクス。才能と引き換えに短命なバルクイナ家の血から常に死に怯えていた彼にとって、時間をいくらでも浪費できる他者とは「流れている時間が違う」という信念から発現したジンクスで、彼が触れたものは、彼に対して相対的に時間を止める。人だけでなく爆炎や濁流などの物理法則にも適用できる。
星火燎原（せいかりょうげん）
グリフのジンクス。「燃えてこそ熱い男である」という信念から発現したジンクスで、炎を纏い自在に操るという、グリフらしい単純かつ明快な能力。逆境など、「男として燃えるべき」と彼が思う時ほど強い炎を発生させることができ、反面彼のテンションが下がっているときは能力を発現できない。
以心伝心（いしんでんしん）
ガリオレのジンクス。ファスナー族が生まれたときに与えられる自身そっくりの人形を、自分自身と見紛うようになったことで発現したジンクスで、ぬいぐるみと意識・聴覚・視覚・触覚等を共有することができる。
満漢全席（まんかんぜんせき）
ロッテのジンクス。「食が生み出すエネルギーの可能性」を信じたことから発現した（?）ジンクスで、体内に摂取した「食のエネルギー」を、任意の他のエネルギー（「熱」や「電気」）に変換し、放出することができる能力。「不死の肉体」と併用することで、引きちぎった自分の片腕にエネルギーを凝縮して爆弾にするなどの荒業も可能。
石部金吉鉄兜（いしべきんきちかなかぶと）
ザクラのジンクス。「力の本質は『守る』ためにこそある」という信念から発現したジンクスで、自身の体を鉄のように硬くし、鉄壁の防御を築くことができる。また、本気を出したときは過剰防衛から、触れた物を砕くこともできる。
天地神明（てんちしんめい）
ニルヴァーナのジンクス。幼少から圧倒的な力と明晰な頭脳を持っていた自身を、「他者と次元の違う高次元の存在である」と規定したことで発現したジンクスで、他者からの攻撃は次元の壁に阻まれて受け付けず、自身の攻撃は別次元からの攻撃であるため、認識されない。
閉月羞花（へいげつしゅうか）
ベルタのジンクス。その身の美しさが自国を滅ぼしたことから発現したジンクスで、自身を見たもののジンクス能力や腕力を消失させることができる。逆に言えば「相手が見なければジンクスが発動しない」ため、目隠しや間接的な誘導による攻撃には無意味。また顔に傷かついてしまうとジンクスが発動しない。
活殺自在（かっさつじざい）
ブラッディーノのジンクス。「他の下等な種族はすべてオレに支配されるために存在している」という信念から発現したジンクスで、ステッキで触れた人間の肉体を自在に操ることができる。人間の肉体を操るジンクスなので、生きている人間だけでなく、死者も操ることができる。弱点としては、操作中の自分が隙だらけになること、また肉体を操っても心までは支配できないので遠隔攻撃で反撃される危険があること。
百鬼夜行（ひゃっきやこう）
オルコのジンクス。幼少時に顔に負った大火傷から「鬼」と呼ばれ忌み嫌われてきたことにより、「自分の中に鬼が住む」と信じ込んだことで発現したジンクスで、他人に素顔を見られると本物の「鬼」へと変わる。
改天換地（かいてんかんち）
アルキミスタのジンクス。自身を「偉大なる彫刻家」と信じることから発現したジンクスで、あらゆる素材をツチとノミを用いて自在に形を変えることができる。クラストロのジンクスとの連携（彫刻で密室を作る→密室からアジトに転送する）で、テレポートが可能。
屋下屋架（おくかにおくをかす）
クラストロのジンクス。生まれてから一度も閉め切った部屋から外へ出たことが無かったことから自身を「密室空間の王様」と思いこんだことで発現したジンクスで、密室空間であればどこへでもつなぐことができる。
妖刀（名称不明）
ラーマの所有する刀に宿ったジンクス。その刃で多くの命を奪い畏怖された刀が「ならば全てを奪えばいい」という自我が持つようになったジンクス。持ち手の意識を奪い、その肉体を自分のものにする。
百発百中（ひゃっぱつひゃくちゅう）
フォンのジンクス。「自分の狙撃は必ず命中し、そこにはどんな障害物も意味を持たない」という信念から発現したジンクスで、360度すべての敵を「視認」し、弾道を操り「狙撃」することができる。ただし標的を肉眼で認識する必要があるため、透明になるなどといった手段には対応できない。また弾丸の性能はそのままのため、ザクラなどの耐久力を持つ人物には実際に着弾しても軽減される。
胡蝶之夢（こちょうのゆめ）
レキのジンクス。夢と現実の区別が無くなるほど寝続けることによって発現したジンクスで、自身の夢を現実に反映させるジンクス。その強さはニルヴァーナをして「理不尽な能力」「何でもありか」と言わしめる最強のジンクス能力で、戦闘に使えば何でもありの戦い方となり、また自身の夢に出せる場所ならどんなに離れていても一瞬で移動できる。しかしニルヴァーナの推測によると、「みお=ルナカンタ」を創造するのに力を注ぎ込んでいるため、現在の力は半減しているらしい。
天地一竿（てんちひとさお）
ダージリンのジンクス。幼少のころから愛用している釣竿「御竿」を信頼することで、その信頼に「御竿」が応えて対象をとらえる能力。「御竿」にとらえられたものは必ず引き寄せられ、縛られると力が奪われる。
傍目八目（おかめはちもく）
ファニィのジンクス。対峙している相手に質問をすると、相手の目や筋肉の動きから質問の答えを読み取ることができ、読心術として先手を打つことができる。ただしあくまでファニィ自身の実力で応戦するため、複数相手では対応が遅れる。

## 用語
ホーム
作中の“島”のこと。無数にあり、文化、風習、文明、生態系はそれぞれ違う。人間以外の種族が生活しているホームもある。
航務員（こうむいん）
他のホームと交流を持たなかったり、未開拓だったりするホームを探索及び調査する為に海を行く者達のこと。作中では立派な職業の一つであり、資格を持たない者は航務員を名乗れない。協会が存在するので組織的に動いており、養成学校も存在する。いわゆる冒険家の面を持つので危険が付き物の仕事であり、それ相応の体力を必要とするが、一方で研究員としての側面も持つため、ただの体力自慢では資格を取れない。
内海
航務員が把握している海域。
外海
内海よりも外側に位置する海域。いまだ解明や散策がされていないホームが存在する未知の領域。外海の島々は移動式で現地の住人らはそれが常識だと認識している。
ルナカンタ号
作中の鍵を握る過去に存在した乗船。レキが船長を務め、クルーには「ルナカンタ」の姓が与えられていた。終盤で「ルナカンタ」とは古代語で「大切な家族」という意味であると語られている。

## 単行本
1. 2009年1月10日発売 ISBN 978-4-86127-576-0 : 帯にはえれっとがコメントを寄せている。
2. 2009年5月9日発売 ISBN 978-4-86127-627-9 : 6話と7話の間に書き下ろし漫画を収録。
3. 2009年10月10日発売 ISBN 978-486127-662-0
4. 2009年12月10日発売 ISBN 978-486127-681-1
5. 2010年4月10日発売 ISBN 978-4-86127-728-3
6. 2010年10月9日発売 ISBN 978-4-86127-778-8
7. 2011年1月25日発売 ISBN 978-4-86127-809-9
8. 2011年6月25日発売 ISBN 978-4-86127-858-7